# Ancyluris formosissima
Ancyluris formosissima là một loài bướm thuộc họ Riodinidae. Loài này có ở Ecuador và Peru.
Sải cánh khoảng 38 mm.

## Phân loài
- Ancyluris formosissima formosissima (Hewitson, 1870) (Ecuador)
- Ancyluris formosissima venerabilis Stichel, 1916 (Peru)

## Hình ảnh

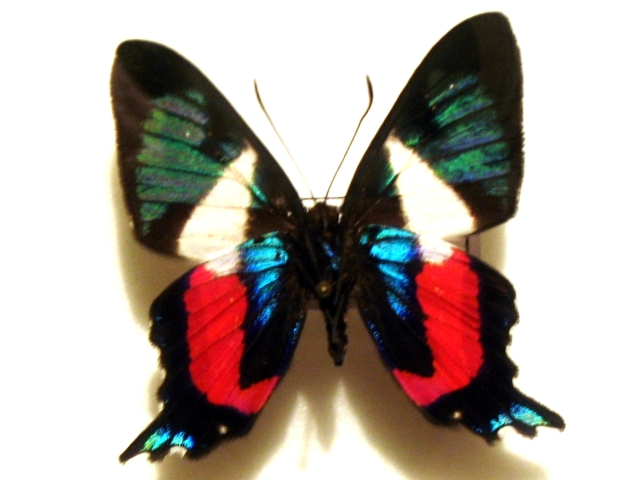